# Leratiomyces erythrocephalus
Leratiomyces erythrocephalus är en svampart som först beskrevs av Tul. & C. Tul., och fick sitt nu gällande namn av Beever & D.-C. Park 2008. Leratiomyces erythrocephalus ingår i släktet Leratiomyces och familjen Strophariaceae.   Inga underarter finns listade i Catalogue of Life.